# Екомапа
Екомапа је погодан графичковизуелан модел којим се на јасан, прегледан и целовит начин може представити разноликост реципрочних утицаја и односа између клијента и особа који чине његову социјалну мрежу, релевантних институција и утицаја окружења. Овакав начин приказивања информација поспешује анализу и интерпретацију, рационализује избор, планирање и програмирање, реализацију и евалуацију интервенција у социјалној мрежи појединца и породице.